# حرب لازيك
وقعت حرب لازستان أو حرب لازيك (بالإنجليزية: Lazic War)‏ المعروفة أيضًا باسم حرب كولخيسي أو في التأريخ الجورجي باسم حرب إجريسي العظمى (الجورجية : ომი დიდი ომი،Egrisis Didi Omi) قد بين الإمبراطورية الرومانية الشرقية (البيزنطية) والإمبراطورية الساسانية للسيطرة على المنطقة الجورجية القديمة في لازيكا، استمرت حرب لازيك لمدة عشرين عامًا من 541 إلى 562 متفاوتة النجاح وانتهت بانتصار الفرس الذين حصلوا على ضريبة سنوية مقابل إنهاء الحرب، يتم سرد حرب لازيك بالتفصيل في أعمال بروكوبيوس القيسراني وأغاثياس.

## لازيكا
كانت لازيكا التي تقع على الشاطئ الشرقي للبحر الأسود وتتحكم في الممرات الجبلية المهمة عبر القوقاز وبحر قزوين ذات أهمية إستراتيجية أساسية لكلتا الإمبراطوريتين، فبالنسبة للبيزنطيين كان عائقًا أمام التقدم الفارسي عبر أيبيريا إلى سواحل البحر الأسود، وبالنسبة للفرس فقد كانوا يأملون على الجانب الآخر في الوصول إلى البحر والسيطرة على الأراضي التي يمكن أن تتعرض أيبيريا والتي كانت وما زالت حتى الآن تحت سيطرتها الصارمة.

## الحرب

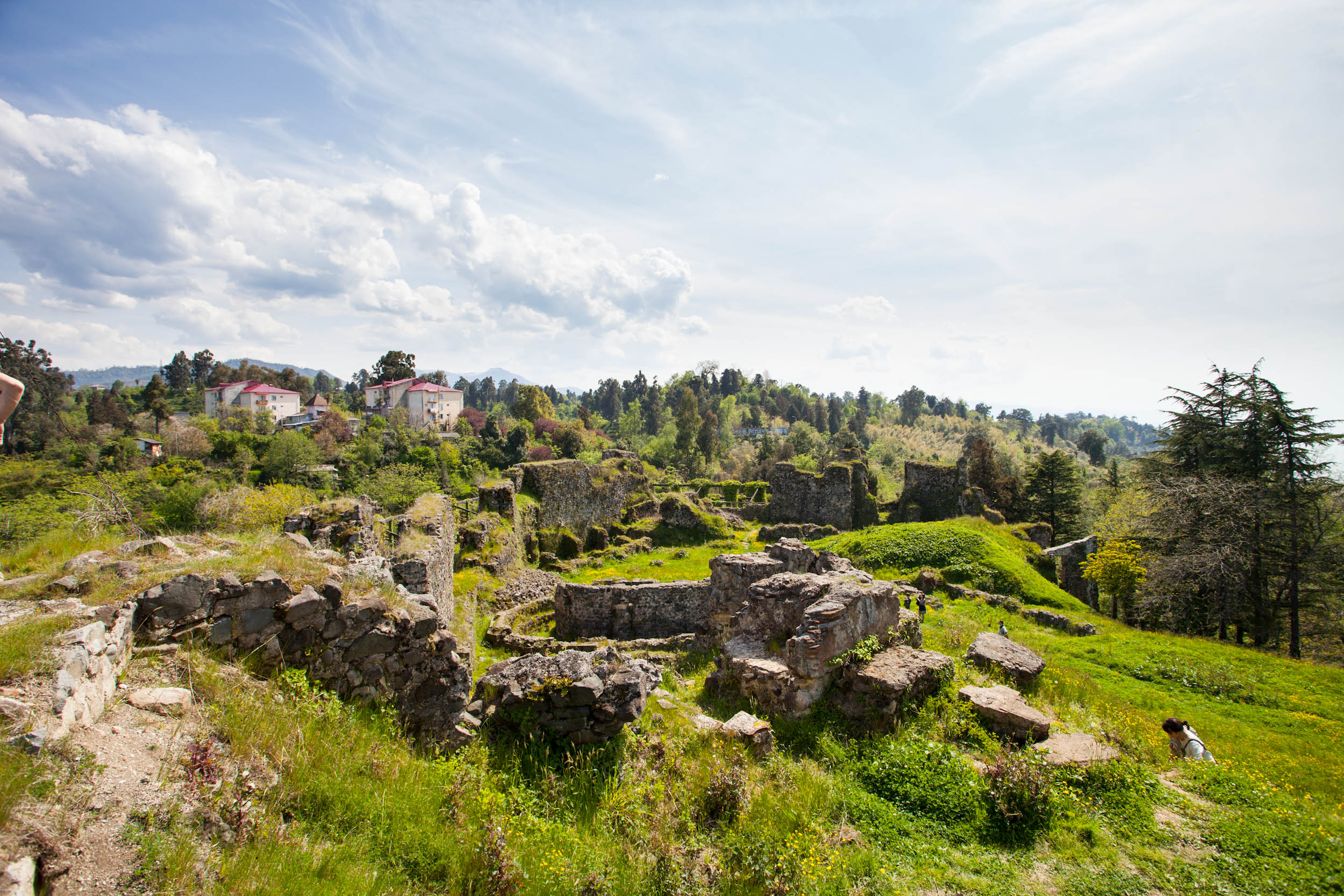
قلعة بترا

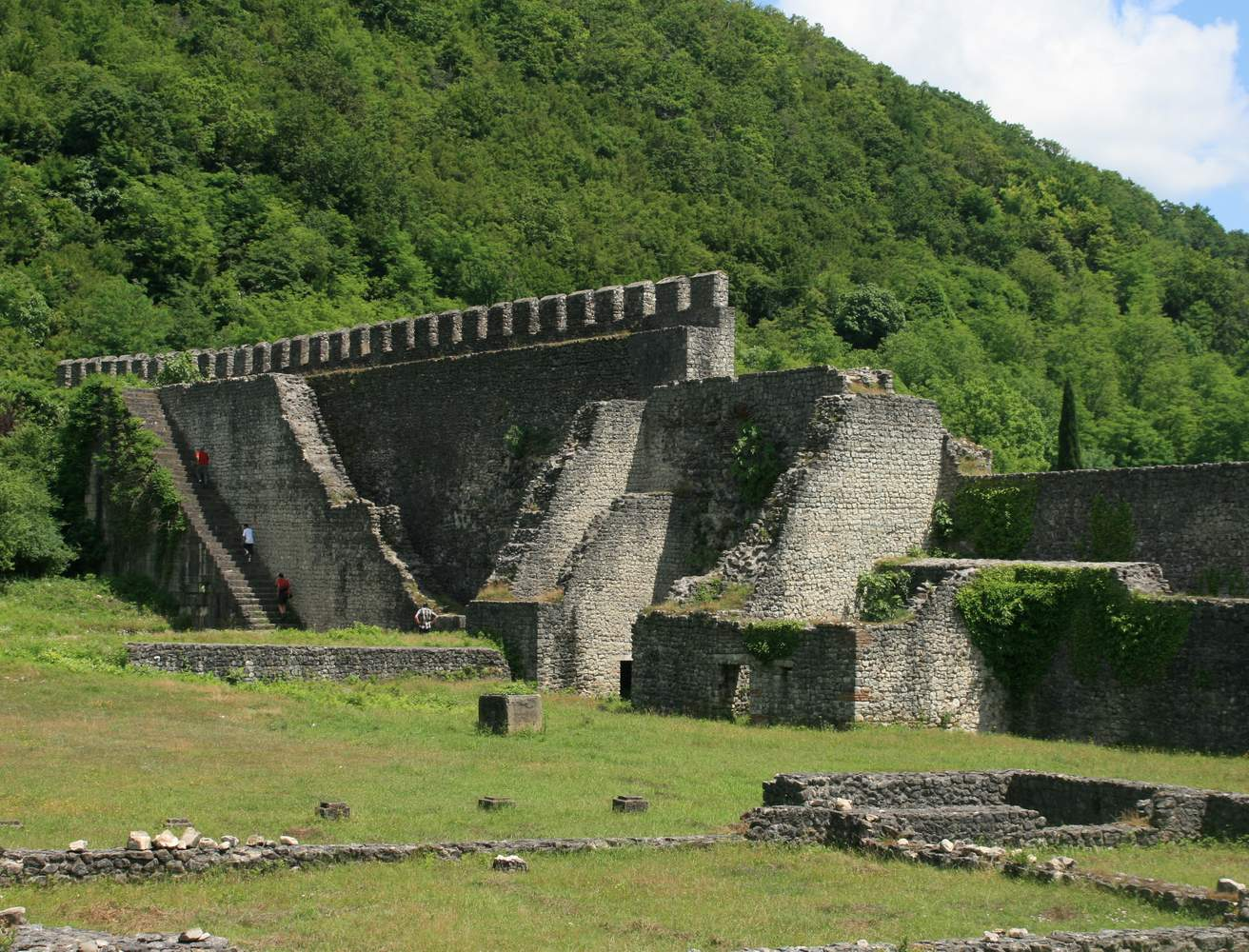
قلعة أرخيوبوليس (نوكالاكيوي)

تم الرد على تلك الدعوات في تلك السنة من قبل الملك الفارسي كسرى الأول، الذي دخل لازيكا واستولى على المعقل البيزنطي الرئيسي في بترا وأنشأ محمية أخرى على البلاد.
في 543 هزم الغزو الروماني لأرمينيا من قبل قوة فارسية صغيرة في أنجلون، ومع ذلك فإن محاولة الشاه لإقامة سيطرة فارسية مباشرة على البلاد والحماسة التبشيرية للكهنة الزرادشتيين سرعان ما تسببت في استياء مسيحي لازيكا وثار الملك غوبازيز في عام 548 هذه المرة ضد الفرس، طلب جوبازيز الثاني المساعدات من الإمبراطور جستنيان الأول وتقديمهم الان وسابير للتحالف، أرسل جستنيان 7000 رومانيًا و1،000 تزانيًا (أقارب شعب اللاز) لمساعدة جوبازيز، و حاصر قلعة بترا لكنهم واجهوا مقاومة شديدة من الحامية التي كان عددهم يفوقهم بكثير، هزمت التعزيزات الفارسية تحت قيادة ميهير مهرو قوة بيزنطية صغيرة تحرس الممرات الجبلية ثم أعادت بترا المحاصرة، قام ميهير مهرو بحماية 3000 رجل في القلعة وسار إلى أرمينيا تاركًا خمسة آلاف جندي لنهب لازيكا، تم تدمير هذه القوة من قبل داجستيس في نهر رايوني في عام 549، أثبت الهجوم الفارسي القادم أيضًا أنه غير ناجح مع مقتل القائد كوريانس في معركة حاسمة في نهر هيبس (الآن تسخنيستكالي )، قمع القائد البيزنطي الجديد بيسس ثورة موالية للفارسية من قبيلة أباسجي، استولى على بترا وهزم ميهر ميهروي في أركيوفيليس في عام 551، ومع ذلك تمكن الأخير من الاستيلاء على قلعة كوتايسي وحصن اتايميريوس التي يسد الطرق الهامة المؤدية إلى مناطق المرتفعات في سِمنيا وسوانيا، في صيف عام 555 حقق فوزًا مثيرًا للإعجاب في تيليفس وأجبر القوات البيزنطية-اللازكية على التراجع إلى نيسوس، وقد حلَّ ناتشورجان محل ميهر موهروي حيث توفي الأخير بسبب المرض بعد فترة وجيزة.

## نتائج الحرب
في عام 557 أنهت الهدنة الأعمال القتالية بين البيزنطيين والفرس، وبحلول «سلام الخمسين عامًا» لدارا عام 562 اعترف كسرى بلازيكا كدولة تابعة للبيزنطية مقابل دفع سنوي من الذهب.

## روابط خارجية
- تاريخ الإمبراطورية الرومانية اللاحقة بقلم جيه بي بوري
- حروب جستنيان الأول نسخة محفوظة 21 فبراير 2018 على موقع واي باك مشين.